# 末次留蔵
末次 留蔵（すえつぐ とめぞう、1893年（明治26年）2月27日 - 1975年（昭和50年）6月15日）は、日本の剣道家。段位は剣道範士七段、居合道範士八段、銃剣道範士八段。夢想神伝流居合を九州に広めた。

## 生涯
福岡県山門郡瀬高町（現みやま市）の農家に生まれる。少年の頃より剣道、柔道を学んだ。水上尋常小学校を卒業。
1913年（大正2年）、志願して陸軍歩兵第48連隊に入隊。1914年（大正3年）、日独戦争青島の戦いに出征。1918年（大正7年）及び1919年（大正8年）、第18師団長主催の銃剣術大会を連覇。
1919年（大正8年）3月、陸軍戸山学校に入校。同時に剣道を学ぶため高野佐三郎の修道学院に入門し、その5日後には居合を学ぶため中山博道の有信館に入門した。当時の剣道界の二大派閥である両道場を掛け持つことはタブーであったが、表だった問題は起きなかった。同年7月、陸軍戸山学校を卒業し、12月に陸軍幼年学校付を命じられ、同校で剣道を教える。
1923年（大正12年）、大日本武徳会から剣道精錬証を授与される。1924年（大正13年）、歩兵第48連隊に剣道及び銃剣術の教官として復帰。1925年（大正14年）から昭和初期にかけて福岡県立三潴中学校をはじめとする11校の嘱託剣道教師を兼務する。
1931年（昭和6年）、久留米市の自宅に「武揚館」道場を開き、ブリヂストン社長石橋正二郎が後援会長に就任した。1937年（昭和12年）、剣道、居合術ともに教士に昇進。1938年（昭和13年）、日中戦争に出征。右大腿部に弾丸を受けたが、ポケットに入っていた財布に当たり、重傷を免れた。その後は前線を退き、佐世保海兵団の助教を務め戦技武道を指導した。なお、長男徳一郎は海軍兵学校73期を卒業し海軍軍人となったが、1945年（昭和20年）、乗艦した軍艦香椎が撃沈され戦死した。
戦後はレンガ工場を経営し、久留米の陸上自衛隊幹部候補生学校で剣道を教えた。1957年（昭和32年）、全日本剣道連盟から居合道八段を授与される。1959年（昭和34年）には範士に昇進した。
末次は、剣道だけでは日本刀の刀法を知ることはできないと主張し、全日本剣道連盟居合制定の委員を務めた。しかし、剣道家のために作った制定居合があまり剣道家に普及せず、居合道の昇段の道具になっていく傾向を見て、「いつの間にか趣旨と違って制定居合が居合道に押しつけられてきたな」と不快感をあらわにした。
1975年（昭和50年）、82歳で死去。
武揚館は二男の正尚が継ぎ、久留米の有名道場として知られたが、2011年（平成23年）に火災で焼失した。現在は他の道場を借りて稽古を行なっている。2017年(平成29年)、武揚館道場を再建。道場再建を模索する中、末次正尚は2016年(平成28年)10月26日に死去。その後長男の末次正志が館長を継ぎ、現在は元の場所で稽古を行っている。